# Zodarion murphyorum
Zodarion murphyorum är en spindelart som beskrevs av Robert Bosmans 1994. Zodarion murphyorum ingår i släktet Zodarion och familjen Zodariidae.
Artens utbredningsområde är Spanien. Inga underarter finns listade i Catalogue of Life.